# Управление денежного обращения Каймановых Островов
Управление денежного обращения Каймановых островов (англ. Cayman Islands Monetary Authority) — государственное учреждение Каймановых островов, выполняющее функции центрального банка.

## История
В 1953 году открыт филиал Барклайз банка — первое банковское учреждение на островах.
В 1972 году создан Валютный совет Каймановых островов (Cayman Islands Monetary Authority).
В 1996 году путём объединения Валютного совета Каймановых островов и Департамента финансового контроля Правительства Каймановых островов (Financial Services Supervision Department of the Cayman Islands Government) учреждено Управление денежного обращения Каймановых островов. Управление начало операции 1 января 1997 года.